# Domstift Brandenburg
Das Domstift Brandenburg (historisch Domkapitel St. Peter und Paul) ist heute eine evangelische Einrichtung in Brandenburg an der Havel am Dom Sankt Peter und Paul zu Brandenburg an der Havel. Es besteht mit kurzen Unterbrechungen seit 1161.

## Geschichte bis zur Reformation
Über die Existenz eines ersten Domkapitels seit der Gründung des Bistums Brandenburg 948 gibt es keine historischen Nachrichten. Es war wahrscheinlich sehr klein und hielt sich im Dombereich der Burg Brandenburg auf. 983 wurde es aufgelöst.
1161 wurde das Prämonstratenser–Chorherrenstift St. Gotthardt in der Altstadt Brandenburg zum Domkapitel erhoben und zog 1165 auf die nördliche Hälfte der Brandenburg um. Hauptaufgaben waren die Durchführung täglicher Gottesdienste und die Unterstützung des Bischofs bei der Verwaltung des Bistums.
1435 wurde eine Tochtergründung auf dem Marienberg gegründet. 1507 wurde das Domkapitel in eine weltliche Einrichtung umgewandelt.

## Strukturen
Das Domkapitel gehörte von 1161 bis 1506 zum Prämonstratenserorden. Das bedeutete, dass die Domherren unter einer Ordensregel lebten, die ein gemeinsames Leben mit überwiegender Anwesenheit vor Ort, gemeinschaftlichem Besitz und Ehelosigkeit bedeutete. Hauptaufgaben waren die Durchführung täglicher Gottesdienste und das gemeinsame klösterliche Leben.
Die Anzahl der Domherren wechselte, im 15. Jahrhundert wurden einmal 30 Domherren mit sechs Novizen und vier Laienbrüdern genannt. Dem Kapitel stand ein Propst vor, der gleichzeitig Archidiakon von Brandenburg war und Vertreter des Bischofs bei Abwesenheit und Sedisvakanz. Dieser war im Laufe der Zeit immer seltener mit Angelegenheiten des Domkapitels befasst. Dieses wurde nach innen von einem Prior und weiteren Aufgabenträgern geleitet und organisiert.
Das Domkapitel besaß umfangreichen Grundbesitz vor allem in der näheren Umgebung, im 14. Jahrhundert 30 Dörfer mit weiteren Streubesitz, Äcker, Wiesen, Wälder, Seen, Weinberge, sowie Einnahmen aus Kirchenpatronaten, Stiftungen und Renten. Der Besitz des Hochstifts und des Bischofs gehörte nicht dazu.
Im Domkapitel gab es eine geistliche Ausbildung für die Domherren und eine umfangreiche Bibliothek, einige studierten seit dem 14. Jahrhundert an Universitäten.
Mit der Umwandlung in ein weltliches Domkapitel im Jahre 1507 veränderten sich einige Strukturen. Die Domherren bekamen nun jeweils separate Einkünfte und mussten nicht mehr vor Ort sein. Bei den täglichen Gottesdiensten konnten sie sich durch Vikare vertreten lassen. Die Anzahl der Domherrenstellen wurde auf 16 mit persönlichen Pfründen (sogenannte Majoren) und sechs weitere Stellen ohne persönliche Einnahmen (Minoren) begrenzt, dazu kam ein Propst. Die Leitung nach innen übernahm nun ein Dechant, ihm folgten als oberste Dignitäten ein Kantor für die Organisation der Gottesdienste und ein Cellerar für die wirtschaftliche Leitung.

## Weitere Entwicklung
Nach der Einführung der Reformation im Domkapitel 1544 verlor es einen Großteil seines Besitzes und seiner Befugnisse, blieb aber als evangelisches Domkapitel bestehen. 1809 wurde es im Zuge der napoleonischen Säkularisation aufgelöst und 1823 wieder neu gegründet. Von 1930 war es eine Stiftung öffentlichen Rechts, danach wieder evangelisches Stift.
1946 wurde es Teil der Evangelischen Kirche in Berlin-Brandenburg und seit 2003 innerhalb der Evangelischen Kirche Berlin-Brandenburg-schlesische Oberlausitz.

## Gegenwart
Das Domstift organisiert das Leben und die Tätigkeiten im Bereich des Burghofes gemeinsam mit der Kirchengemeinde. Dazu gehören die Erhaltung der Gebäude, die Pflege der Kirchenmusik mit den jährlichen Sommerkonzerten. Das Domstift betreibt Forstwirtschaft mit einem eigenen Sägewerk und verpachtet Ackerflächen.
Es vergibt jährlich den Brandenburger Freiheitspreis unter Schirmherrschaft von Bundespräsident Frank-Walter Steinmeier.
Das Domstift arbeitet mit dem  Förderverein Dom zu Brandenburg e. V., dem Dommuseum, dem Domstiftsarchiv und dem Amt für kirchliche Dienste (AKD) zusammen und unterstützt die Evangelische Grundschule und das Evangelische Gymnasium auf dem Burghof.
Zum ersten Mal in seiner über 1000-jährigen Geschichte erhält das Domstift Brandenburg im Jahre 2023 einen Vorstand.
Der Domvorstand leitet und verwaltet das Domstift in eigener Verantwortung und vertritt es gerichtlich und außergerichtlich.
- Cord-Georg Hasselmann, Kurator und Vorstandsvorsitzender
- Marianne Schröter, Vorständin für Kultur, Bildung und Wissenschaft

Das Domkapitel als ehrenamtlicher Aufsichtsrat des Brandenburger Doms hat bis zu 24 Mitglieder:
- Domdechant Christian Stäblein (Berlin)
- stellv. Domdechantin Kerstin Gäfgen-Track (Hannover)
- Jörg Antoine (Berlin), Kristóf Bálint (Potsdam), Günter Bransch (Bad Saarow), Knud Caesar (Berlin), Stephan-Andreas Casdorff (Berlin), Hartmut Dorgerloh (Berlin), Dom-Pfarrerin Susanne Graap (Brandenburg), Patrick von Hertzberg (Potsdam), Tessen von Heydebreck (Berlin), Juliane Jacobi (Berlin), Achim Krekeler (Brandenburg), Wolfgang Kuhla (Berlin), Ulrike Liedtke (Potsdam), Hans-Georg von der Marwitz (Friedersdorf), Helmut Reihlen (Berlin), Hans-Ulrich Schulz (Potsdam), Ellen Ueberschär (Berlin)